# A75 road
Die A75 road (englisch für Straße A75) ist eine 153,5 km lange, durchgehend als Primary route ausgewiesene Straße in Schottland, die Gretna mit Stranraer verbindet und damit einen Zugang zur Fähre nach Belfast eröffnet. Sie bildet zugleich einen Teil der Europastraße 18.

## Verlauf

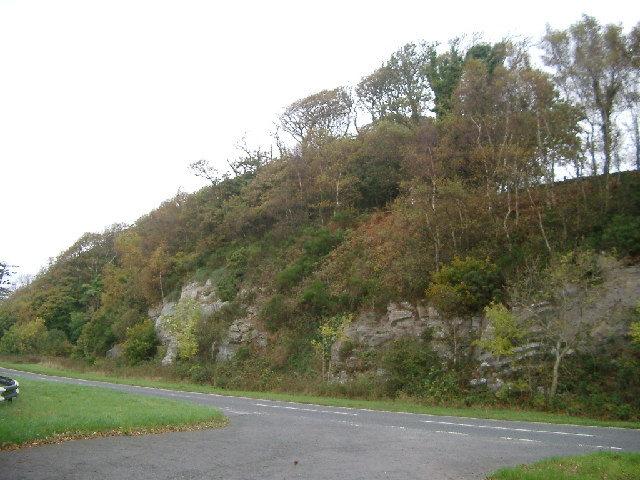
Die A75 zwischen Castle Douglas und Newton Stewart (Aufnahme 2005)

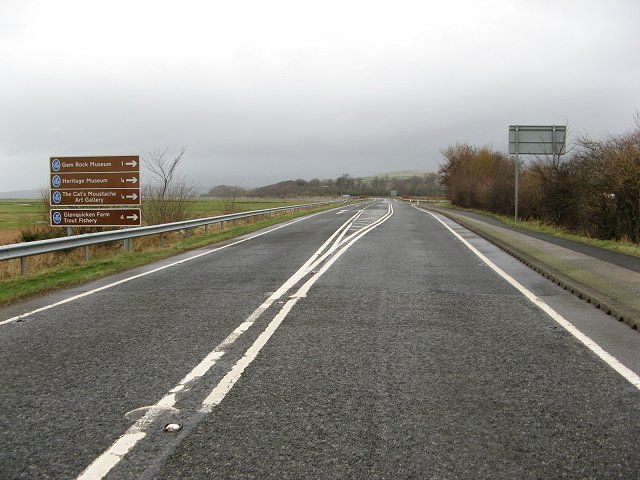
Die A75 bei Creetown (Aufnahme 2007)

Die Straße geht am Übergang des A74(M) motorway beim Anschluss junction 22 in den M6 motorway nahe der Grenze zwischen England und Schottland bei Gretna von der nach Glasgow führenden Autobahnstrecke nach Westen ab und führt am Solway Firth nördlich an Annan vorbei. In ihrem weiteren Verlauf entfernt sie sich von der Küste, umgeht Dumfries auf einem bypass im Norden und lässt dabei die A76 road nach Nordnordwesten abzweigen. Sie schwenkt nach Westen und passiert Crocketford, wo die A712 road abzweigt, auf die die A75 bei Newton Stewart wieder trifft. Sie wendet sich nach Südwesten, umgeht Castle Douglas und quert bei Bridge of Dee den River Dee, dem die A711 road nach Kirkcudbright folgt. Die A75 umgeht südlich den Glengap Forest, quert den Fluss Water of Fleet nahe seiner Mündung in der Fleet Bay, und folgt dann der Küste bis Creetown an der Mündung des Cree. Diesem folgt er flussaufwärts, nimmt dabei die A712 wieder auf und quert den Fluss bei Newton Stewart, wo er die A714 road kreuzt. Der weitere Verlauf der Straße führt nach Südwesten und nähert sich bei Glenluce (mit den Ruinen von Kloster Glenluce) an der Luce Bay wieder der Küste. Dabei quert sie den Fluss Water of Luce. Sie führt weiter durch die Senke östlich der Halbinsel Rhins of Galloway und endet in Stranraer an der A77 road, an der rund 10 km weiter nördlich die beiden Fähranleger nach Nordirland liegen.